# فرودگاه پالمیرا (کوپر)
فرودگاه پالمیرا (کوپر) (به انگلیسی: Palmyra (Cooper) Airport) یک فرودگاه خصوصی است. این فرودگاه در کشور جزیره مرجانی پالمیرا قرار دارد.